# نوانکو اوبیورا
نوانکو اوبیورا (انگلیسی: Nwankwo Obiora؛ زادهٔ ۱۲ ژوئیهٔ ۱۹۹۱) بازیکن فوتبال اهل نیجریه است.
از باشگاه‌هایی که در آن بازی کرده‌است می‌توان به اینتر میلان، سی‌اف‌آر کلوژ، پادوا، آکادمیکا، کوردوبا، رئال مورسیا، و پارما اشاره کرد.
وی همچنین در تیم‌های ملی فوتبال زیر ۲۰ سال و زیر ۲۳ سال نیجریه، و تیم ملی نیجریه بازی کرده‌است.